# Souleymane Youla
Souleymane Youla (Conacri, 29 de novembro de 1981) é um futebolista profissional guineense que atua como atacante. Ele possui cidadania turca com o nome Süleyman Yula.

## Carreira
Souleymane Youla representou o elenco da Seleção Guineense de Futebol no Campeonato Africano das Nações de 2004 e 2008.